# Winkelhofmühle
Winkelhofmühle ist ein Gemeindeteil des Marktes Seinsheim im Landkreis Kitzingen (Unterfranken, Bayern). Winkelhofmühle liegt in der Gemarkung Wässerndorf.

## Geografische Lage
Die Einöde bildet mit Winkelhof eine geschlossene Siedlung. Diese liegt am Ickbach, einem linken Zufluss des Breitbachs, und ist von Acker- und Grünland umgeben außer im Westen: hier befindet sich am Hang des Winkelbucks (280 m ü. NHN) eine Photovoltaikanlage. Die Kreisstraße KT 21 führt den Ickbach entlang nach Barthsmühle (0,4 km südlich) bzw. zur Kreisstraße KT 20 (0,4 km südlich).

## Geschichte
Winkelhofmühle gehörte ursprünglich zur Realgemeinde Wässerndorf und unterstand wie diese dem schwarzenbergischen Amt Wässerndorf, das das Hoch- und Niedergericht ausübte.
Mit dem Gemeindeedikt (frühes 19. Jahrhundert) wurde Winkelhofmühle dem Steuerdistrikt Gnötzheim und der Ruralgemeinde Wässerndorf zugewiesen. Im Zuge der Gebietsreform in Bayern wurde Winkelhofmühle am 1. Mai 1978 nach Seinsheim eingemeindet.

### Einwohnerentwicklung
| Jahr      | 001818 | 001836 | 001840 | 001861 | 001871 | 001885 | 001900 | 001925 | 001950 | 001961 | 001970 | 001987 |
| Einwohner | *      | *      | *      | †      | 16     | 8      | 6      | 7      | 5      | 2      | 0      | +3     |
| Häuser    | *      | *      | *      |        |        | 2      | 2      | 1      | 1      | 1      |        | +1     |
| Quelle    | [ 6 ]  | [ 10 ] | [ 11 ] | [ 12 ] | [ 13 ] | [ 14 ] | [ 15 ] | [ 16 ] | [ 17 ] | [ 18 ] | [ 19 ] | [ 1 ]  |

## Religion
Winkelhofmühle ist römisch-katholisch geprägt und bis heute nach St. Peter und Paul (Seinsheim) gepfarrt.